# XOOPS
XOOPS là một hệ quản trị nội dung mã nguồn mở. XOOPS được viết bằng PHP (do vậy Web Server thường dùng là Apache) và kết nối tới cơ sở dữ liệu MySQL. XOOPS được phát hành theo giấy phép GPL và miễn phí cho việc sử dụng và chỉnh sửa. Việc phân phối lại cũng miễn phí (tất nhiên là tuân theo điều khoản phân phối của giấy phép GPL).
XOOPS là ký hiệu viết tắt của cụm từ eXtensible Object Oriented Portal System . Và được phát âm theo quy tắc của tiếng Anh là [zoo'ps]

## Ứng dụng
XOOPS là một công cụ để xây dựng và phát triển
- Website cá nhân
- Website doanh nghiệp
- Cổng thông tin
- Weblog

## Đặc điểm chính
Cộng đồngDo XOOPS được phát hành theo giấy phép GPL nên việc tăng trưởng và phát triển của XOOPS là hoàn toàn phụ thuộc vào sự đóng góp và nỗ lực của cộng đồng XOOPS (gồm những người phát triển, người sử dụng và những người quan tâm)
Điều khiển truy cập tiên tiếnQuản trị Web có thể trao cho một nhóm hoặc một người sử dụng nào đó quyền truy cập tới nội dung và những hành động liên quan như chỉnh sửa, xóa, tải lên, thêm tệp đính kèm, xuất bản nội dung.v.v.
Hệ quản trị cơ sở dữ liệuXOOPS sử dụng cơ sở dữ liệu quan hệ (hiện tại là MySQL) để lưu trữ dữ liệu cung cấp cho hệ quản trị nội dung.
Mô-đun hóaCác Mô-đun có thể được cài đặt, gỡ cài đặt, kích hoạt, vô hiệu hóa thông qua hệ thống quản lý mô-đun.
Cá nhân hóaQuản trị Website có thể thiết lập các quyền hạn chuyên biệt đối với từng người sử dụng cũng như đối với quyền điều khiển đối với từng thành phần riêng lẻ của website.
Quản lý người dùngTìm kiếm người dùng của hệ thống theo các tiêu chuẩn khác nhau, gửi email và tin nhắn cá nhân.
Hỗ trợ đa ngôn ngữCộng đồng XOOPS cho các site hỗ trợ chính thức cho người dùng từ khắp nơi trên thế giới. Thêm vào đó bản thân XOOPS cũng hỗ trợ tập ký tự dành cho các ngôn ngữ có sử dụng các ký tự không nằm trong bảng ký tự Latin, thí dụ như tiếng Nhật, tiếng Trung đơn giản, tiếng Trung truyền thống, tiếng Hàn...
Khả năng chuyển đổi giao diệnCả quản trị web và người dùng thông thường đều có thể thay đổi giao diện của website từ danh sách các giao diện có sẵn.

## Yếu điểm
- Số lượng giao diện có sẵn hạn chế
- Số lượng mô-đun cũng hạn chế
- Số lượng các Website sử dụng XOOPS ở Việt Nam rất ít